# Khalil Ben Gharbia
Khalil Ben Gharbia, noto anche come Khalil Gharbia, (Parigi, 1999) è un attore francese.

## Biografia
Gharbia è nato nel 1999 a Parigi, figlio di Saïda Ibaraghen, allenatrice professionista di origine marocchina, e Hassan Ben Gharbia, ballerino e coreografo d'origine tunisina.
Dal 2017 al 2019 ha frequentato corsi di teatro presso gli Ateliers d'Amélie. Ha esordito come attore nel 2020 nel cortometraggio svedese Nattåget, dove interpreta l'oggetto del desiderio di un passeggero del treno di 18 anni. Nel 2022, François Ozon, che lo aveva notato nel corto, ha deciso di affidargli il ruolo di Amir nel suo film Peter von Kant. In quello stesso anno ha recitato anche nelle serie Skam France e Le 7 vite di Léa, quest'ultima prodotta e trasmessa da Netflix.
Nel 2023 ha recitato nel dramma romantico Le Paradis, diretto da Zeno Graton ed ambientato in un carcere giovanile.

## Filmografia

### Cinema
- Nattåget, regia di Jerry Carlsson - cortometraggio (2020)
- Peter von Kant, regia di François Ozon (2022)
- Les Primates, regia di Mathis Raymond e Marguerite Thiam - cortometraggio (2022)
- Le Paradis, regia di Zeno Graton (2023)

### Televisione
- Il est elle, regia di Clément Michel – film TV (2020)
- Skam France – serie TV, 10 episodi (2022)
- Le 7 vite di Léa (Les 7 Vies de Léa) – serie TV, 7 episodi (2022)
- Mary & George, regia di Oliver Hermanus, Alex Winckler e Florian Cossen – miniserie TV, puntata 1 (2024)
- Towards Zero, regia di Sam Yates – miniserie TV (2025)

## Riconoscimenti
- FilmOut San Diego
  - 2022 - Miglior attore non protagonista per Peter von Kant

## Doppiatori italiani
Nelle versioni in italiano delle opere in cui ha recitato, Khalil Ben Gharbia è stato doppiato da:
- Stefano Broccoletti in Peter von Kant
- Flavio Aquilone in Le 7 vite di Léa
- Ezzedine Ben Nekissa in Mary & George